# Yggardis, el planeta viviente
Yggardis el planeta viviente, es el es el primer planeta vivo que hizo aparición en los cómics por un par de años, puesto que debutó en las páginas de Mystery in Space Vol. 1 #60 (junio de 1960), siendo creado para la editorial DC Comics. Es miembro y fundador de un grupo de supevillanos conocido como Los Villanos Olvidados (Forgotten Villains) y se caracteriza por poseer una serie de tentáculos cibernéticos que le dan una gama mortal, aunque originalmente eran unos tentáculos generados de manera orgánica, producto de la naturaleza biológica existente de su forma planetaria y su capacidad para albergar vida.

## Historia del personaje
La primera aparición del personaje, fue en Mystery in Space Vol. 1 #60 (junio de 1960), en la historia titulada, "Attack from the Tentacle World", donde se enfrentó contra el supehéroe espacial Adam Strange, convirtiéndose por aquel entonces como el primer planeta vivo de los cómics antes de la aparición de otros personajes similares de los cómics, como Mogo el Planeta Linterna Verde, Ranx the Sentient City y Ego the Living Planet, de la editorial rival, Marvel Comics. Ha sido miembro y fundador de un grupo llamado Los Villanos Olvidados (entre los cuales, formó equipo con Mister Poseidon, Faceless Hunter, Atom-Master, Kraklow, Ultivac, Enchantress). Una de las características principales del personaje, es que posee un tipo de tentáculos cibernéticos que le dan una gama mortal de habilidades.
El apodo de Yggardis que se le ha dado es el de "The Sorcerer Planet" (traducido como "El planeta hechicero"), luego de tener varios encuentros con Adam Strange en diferentes aventuras, después de un tiempo desaparecido, regresaría para formar el equipo de los Villanos Olvidados, en esta versión sus tentáculos han cambiado, por algo similar a los tentáculos de adamantium del Doctor Octopus.

### DC: Renacimiento
El personaje haría un regreso breve para ser el centro antagónico de una historia titulada "The Planet of the Capes" junto al supervillano Kraklow en las páginas del cómic "Super-Sons", donde Robin y Jon Kent/Superboy III se embarcan en una aventura en un misterioso planeta en el que tienen que enfrentarse a la amenaza de Yggardis.

## Poderes y habilidades
Yggardis, como planeta viviente, es un lugar que puede albergar formas de vida orgánicas, sin embargo, al ser una entidad consiente y viva, es capaz de manipular su atmósfera y estructura planetaria, alterandola a su voluntad. Además, es conocido por el uso de artes místicas y cuando formó parte de los Villano olvidados, se le vio utilizando unos brazos robóticos en forma de tentáculos como armas mortales planetarias. Sin embargo, originalmente, podía generar unos tentáculos orgánicos basados en la biología planetaría con la misma función letal. Además, es un excelente con el uso de la hechicería.